# Boston Heights
Boston Heights é uma vila localizada no estado norte-americano de Ohio, no Condado de Summit.

## Demografia
Segundo o censo norte-americano de 2000, a sua população era de 1186 habitantes. 
Em 2006, foi estimada uma população de 1223, um aumento de 37 (3.1%).

## Geografia
De acordo com o United States Census Bureau tem uma área de 
17,9 km², dos quais 17,9 km² cobertos por terra e 0,0 km² cobertos por água.

## Localidades na vizinhança
O diagrama seguinte representa as localidades num raio de 12 km ao redor de Boston Heights. 